# Claude François Lallemand
Claude François Lallemand, född 26 januari 1790 i Metz, departementet Moselle, död 23 juli 1853 i Paris, var en fransk läkare.
Lallemand blev 1819 professor vid medicinska fakultetens i Montpellier kirurgiska klinik och senare överkirurg vid nämnda stads hospital. Slutligen bosatte han sig i Paris. Han invaldes 1845 i Institut de France. Särskild uppmärksamhet ägnade han åt genital- och urinorganens sjukdomar (Observations sur les maladies des organes génito-urinaires, 1825–27). Bland hans medicinska skrifter märks ett större arbete över hjärnan, Recherches anatomico-pathologiques sur l'encéphale et ses dépendances (1820–34).